# قفقفة
القفقفة ظاهرة صوتية قديمة وهي قلب حرف الجيم قيفًا (الجيم المصرية)، وهي مسموعة في بعض مناطق اليمن ومصر، أو قلب القاف قيفًا وهذه مسموعة في مناطق متعددة منها الحجاز، ونجد، وحضرموت، والعراق، والمغرب، وغيرها.